# Adam Ferguson
Pour les articles homonymes, voir Ferguson.
Adam Ferguson, né le 20 juin 1723 à Logierait dans le Perthshire, mort à St Andrews le 22 février 1816, est un philosophe et historien écossais. Il est un des membres du mouvement dit des « Lumières écossaises », avec notamment Thomas Reid, David Hume et Adam Smith. Sa philosophie est rattachée à l'École écossaise du sens commun.
Il est surtout connu pour son ouvrage publié en 1767 Essai sur l'histoire de la société civile. 

## Biographie
Adam Ferguson est né en 1723 au pied des Highlands, dans une partie pauvre et traditionnelle de l’Écosse. Comme son père, il est ordonné pasteur en 1745, après trois ans d'études de théologie à l'université d’Édimbourg. Il devient alors aumônier du 43e régiment d'infanterie des highlanders, connu aussi sous le nom de Black Watch. Il officie en tant qu'aumônier pendant neuf ans, ce qui lui permet de découvrir les Flandres et l'Irlande. 
Il quitte ses fonctions en 1754 et revient à Édimbourg. Il devient alors précepteur des enfants de Lord Milton puis de Lord Bute et visite à cette occasion les Pays-Bas et l'Allemagne. 
Grâce à ses amis John Homme et David Hume, il est nommé à la chaire de philosophie naturelle de l'université d’Édimbourg en juillet 1759. En 1764, il quitte cette chaire pour celle de philosophie pneumatique et morale. C'est là qu'en 1767, il publie ce qui sera son œuvre majeure : Essai sur l'histoire de la société civile.

## Essai sur l'histoire de la société civile
Dans ce livre, il développe une théorie de la sociabilité qui s'oppose à celles développées par les philosophes Thomas Hobbes et Jean-Jacques Rousseau, tout en étant critique de celles développées par David Hume et Adam Smith. 
Proche de Rousseau dans sa critique de l'État commercial, il développe une théorie de l'histoire moins optimiste que celle de Voltaire et de Smith, mais plus que celle avancée par Rousseau dans le Discours sur l'origine et les fondements de l'inégalité parmi les hommes.
Ferguson réhabilite contre Rousseau la civilisation et le luxe aux dépens des sauvages, mais cela ne l'empêche pas de réclamer plus d'impartialité dans les jugements des auteurs de son siècle sur les sauvages et les primitifs.
Essai sur l'histoire de la société civile, bien qu'écrit de la main d'un philosophe rationaliste, contient des positions qui sont celles d'auteurs allemands du Sturm und Drang.
- Il existe un bonheur spécifique à chaque peuple et à chaque société, c'est-à-dire que tous les peuples peuvent prétendre à autant de bonheur. « Nous avons toujours peine à concevoir comment l'espèce humaine peut subsister sous l'emprise de mœurs et de coutumes absolument différentes des nôtres, et nous sommes portés à exagérer les malheurs des temps de barbarie […] mais chaque âge a ses consolations ainsi que ses peines » (deuxième partie, chapitre 3). Cet argument sert à combattre la présomption des Européens du XVIIIe siècle.
- Les peuples font figure d'individualités originales : la littérature de chaque peuple est une production spontanée qui ne répond pas à des modèles universels qu'il faudrait imiter. Les emprunts culturels sont rares et chacun n'emprunte que ce qu'il allait inventer de lui-même (troisième partie, chapitre 6 et 7).
- De façon plus générale encore, toute influence étrangère est néfaste. La mythologie d'emprunt et la littérature d'imitation sont dangereuses (seconde partie).

Avec ses positions sur l'originalité de chaque peuple, Ferguson préfigure notamment certaines thèses qu'Herder développera en 1773 dans Une autre philosophie de l'histoire.
Ferguson s'est également intéressé au devenir des sociétés marchandes ; il montre, en effet, comment la recherche de l'intérêt privé aboutit au désintérêt des affaires publiques, comment la division du travail abrutit les hommes et rompt avec le modèle traditionnel du citoyen-soldat, comment la vertu civique se perd dans le commerce, d'où le risque pour les hommes de voir s'ériger au-dessus d'eux un pouvoir despotique pourvu que celui-ci satisfasse leur tranquillité. Ce constat amène Ferguson à faire, dans la lignée notamment de Montesquieu, l'éloge du conflit, garant selon lui de la liberté dans la mesure où il conduit les hommes à prêter attention aux affaires publiques.

## Œuvre

### En anglais
- An Essay on the History of Civil Society (1767) [lire en ligne]
- Institutes of Moral Philosophy (1769) [lire en ligne]
- The History of the Progress and Termination of the Roman Republic (1783) [lire en ligne]
- Principles of Moral and Political Science; being chiefly a retrospect of lectures delivered in the College of Edinburgh (1792)[4]

### Traductions
- Essai sur l'histoire de la societé civile  (trad. Claude-François Bergier), Paris, 1783 (lire en ligne).
- Institutions de philosophie morale  (trad. Elie Salomon François Reverdil), Genève, 1775 (lire en ligne).
- L'Histoire des progrès et de la chute de la république romaine, 1782. Rééditée en 1799, avec des corrections importantes. Traduite par Jean-Nicolas Démeunier, en 1784.
- Principes de la science morale et politique : Résumé des leçons données au collège d'Édimbourg  (trad. A.D.), Paris, 1821 (lire en ligne).